# Meztitlaneca
Meztitlaneca (Meztitlanec), Jedno od plemena Nahua koje je prema Orozco y Berra govorilo dijalektom azteca, skupina Nahuatlan, porodica Juto-Asteci, a bili su naseljeni u regiji sjeverno od jezera Tezcuco (Texcoco), između Sierra Madre i teritorija Huasteca u Meksiku.